# Messbildkamera

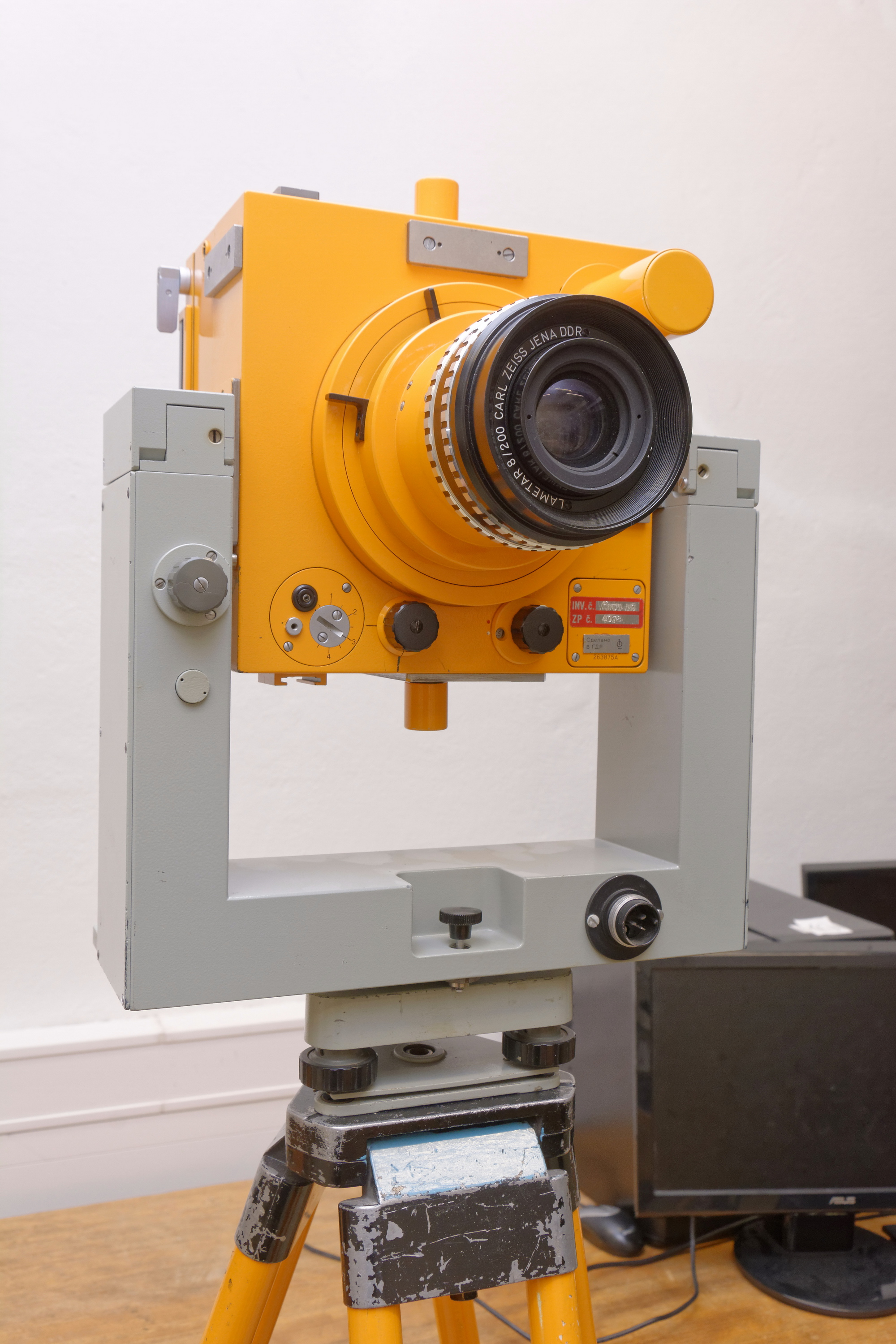
Messkamera von Carl Zeiss Jena UMK 20/1318 (Einführung 1980)

Als Messkamera wird ein photogrammetrischer Fotoapparat bezeichnet, dessen innere Orientierung oder geometrisches Kameramodell mittels Kalibrierung hinreichend genau bestimmt und für einen langen Zeitraum als konstant angesehen werden kann. Jede Kamera kann daher als Messkamera angesehen werden, wenn diese Voraussetzungen für die angestrebte Genauigkeit der Messergebnisse erfüllt werden.
Ist die innere Orientierung nur teilweise bekannt und ist mindestens ein kamerafestes Bildkoordinatensystem vorhanden, hat man dies in der Vergangenheit als Teilmesskamera bezeichnet. Heute sind die Begriffe Messkamera und Teilmesskamera weitgehend aus dem wissenschaftlich-technischen Sprachschatz verschwunden.

## Geschichte

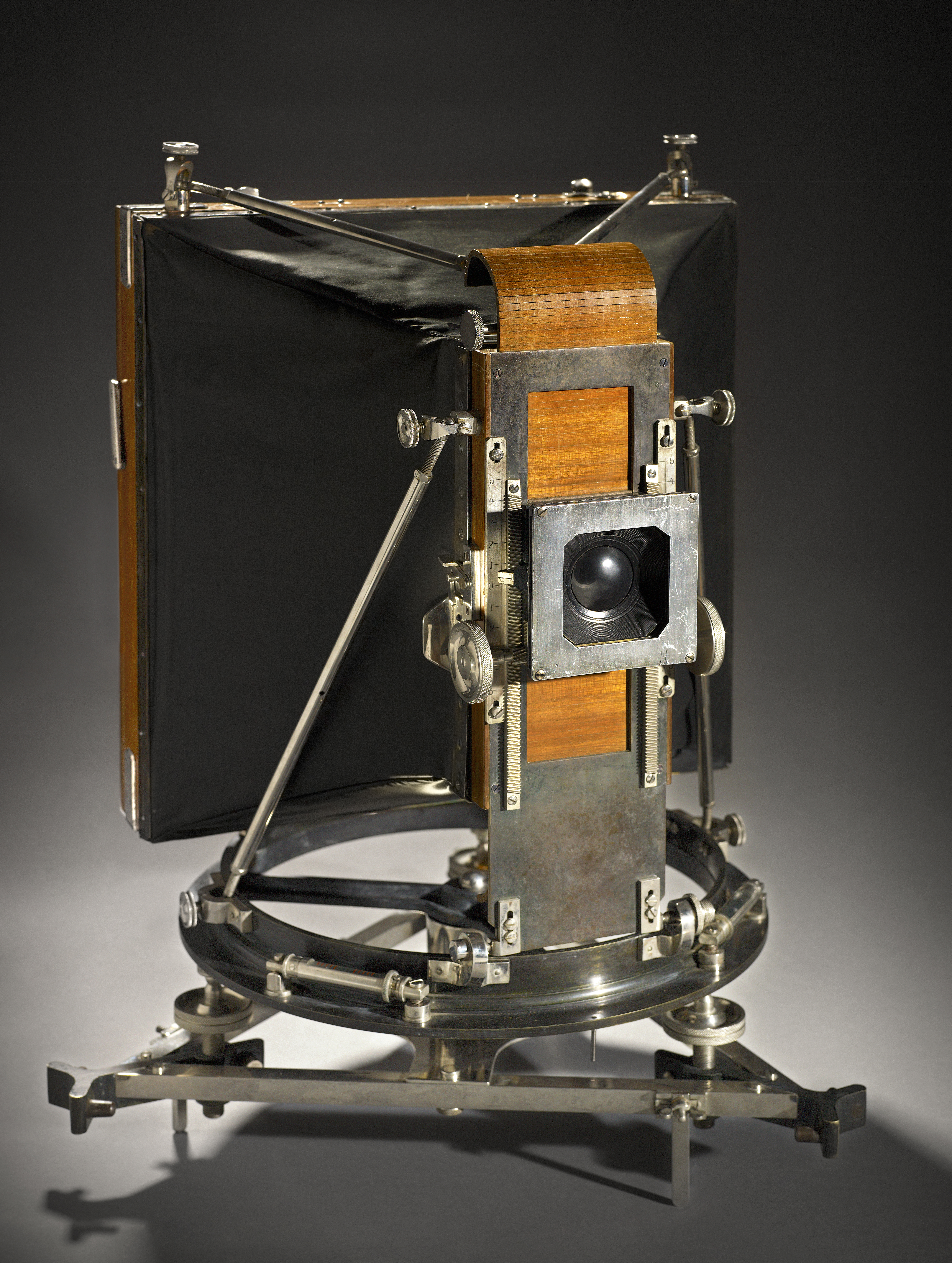
Analoge Messbildkamera von Albrecht Meydenbauer (1834–1921)

Die erste Messbildkamera konstruierte der Bauingenieur Albrecht Meydenbauer zusammen mit dem Optiker Emil Busch der das Objektiv berechnete und lieferte.

## Einsatzgebiete
Sie wird hauptsächlich in der Photogrammetrie und Fernerkundung eingesetzt, um
- die Form von Objekten zu rekonstruieren – z. B. für Medizin, Archäologie oder Denkmalschutz
- Architekturfassaden, Gebäude oder Steinbrüche einzumessen und die Koordinaten ihrer wichtigsten Punkte zu bestimmen
- Reihenfotos vom Flugzeug aus aufzunehmen und diese später in der Geodäsie[3] bzw. Kartografie zur Herstellung von Karten zu nutzen.
- In der Raumfahrt Details von Planeten zu vermessen.

## Typen

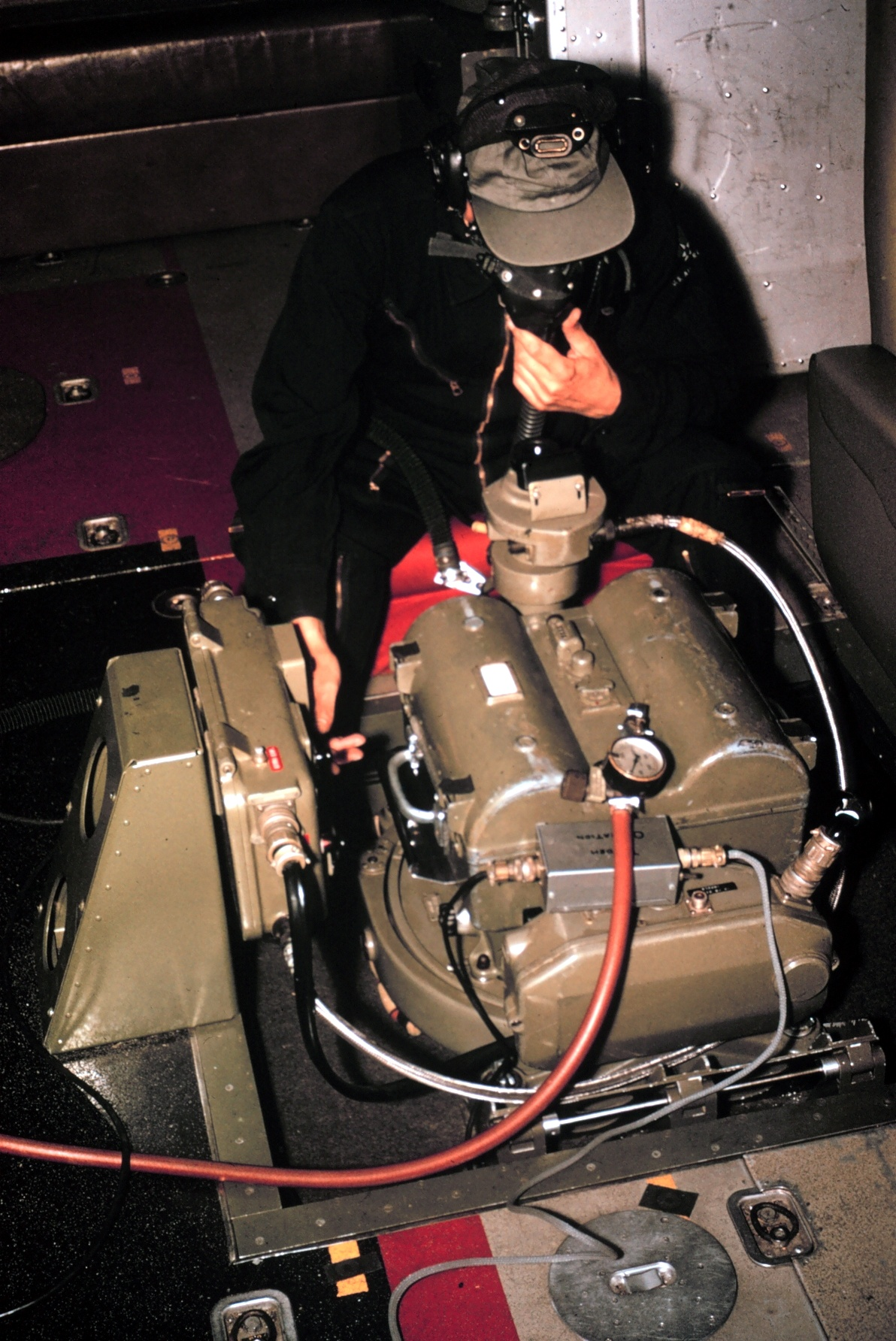
Ein Luftbildfotograf der NOAA mit einer RC-8 Kamera der Firma Wild. Er trägt eine Atemmaske, weil das Flugzeug (eine de Havilland Buffalo) keine Druckkabine besitzt. Diese Kameras waren bei der NOAA von 1956 bis 1990 im Einsatz.

### Analoge Messbildkamera
Für analoge (= filmbasierte) Messbildkameras sind Formate von 23 cm und die Rahmenmarken typisch, die auf jedes Bild des Filmes belichtet werden. Sie helfen, die innere Orientierung der Kamera festzulegen (Hauptpunkt des Bildes und Brennweite). Letztere liegt je nach Objektiv zwischen 8 und 60 cm und wird jedes Mal auf 0,001 mm berechnet bzw. kalibriert, weil sie unter anderem von der Temperatur und Luftdruck abhängt. Die Auswertung erfolgt mit speziellen, etwa schreibtischgroßen Auswertegeräten, die Genauigkeiten von 0,002 bis 0,01 mm im Bildmaßstab erlauben.
Mit terrestrisch eingemessenen Passpunkten wird die äußere Orientierung hergestellt. Darunter versteht man die Parameter Aufnahmeort (Koordinaten x, y, z) und Aufnahmerichtung (Drehwinkel ω, φ, κ) für die Transformation der Bildkoordinaten in das Landes-Koordinatensystem (z. B. in Deutschland und Österreich: Gauß-Krüger-Koordinaten).

### Digitale Messbildkamera
Bei Digitalkameras werden statt fotografischen Filmen ein oder mehrere CCD-Sensoren verwendet. Ein Standard-Analogfilm für Luftbildkameras hat eine Negativgröße von 23 cm × 23 cm bei bis zu 152 m Filmlänge. Digitale Sensoren in dieser Größe sind derzeit nicht realisierbar. Daher werden häufig mehrere Sensoren verwendet, die zu einem großen Bild zusammengerechnet werden. Beispielsweise verwenden Kameras von Intergraph Z/I Imaging (DMC) und Microsoft/Vexcel (UltraCam) diese Technik. Demgegenüber gibt es noch den Ansatz mit Zeilensensoren, beispielsweise von Jena-Optronik (JAS) oder Leica Geosystems (ADS40). Dadurch ist es möglich, mit kleineren Sensoren eine nahezu gleiche Bildabdeckung wie bei Analogkameras zu erreichen. Die Messgenauigkeit der digitalen Luftbildkameras ist dabei etwas besser.
Die Vorteile der Digitalen Luftbildfotografie sind:
- wesentlich weniger Rauschen als bei gescannten Negativen
- Einsparungen bei Film- und Entwicklungskosten
- Besser abgestufte Belichtungsbereiche
- Teilweise Multispektralaufnahmen möglich (etwa Infrarot-Bilder und Farbbilder gleichzeitig)
- Schnellere Weiterverarbeitung
- Dank dem Einsatz von Inertialnavigationssystemen kann sowohl die innere als auch die äußere Orientierung der Bilddaten mit sehr viel geringerem Aufwand bestimmt werden. Selbst ohne Passpunkte sind Positionsgenauigkeiten unter 5 cm erreichbar.

Ein Nachteil ist, dass entsprechend leistungsfähige Computer benötigt werden, welche besonders in Entwicklungs- und Schwellenländern noch wenig verbreitet sind (Rohdatenmengen von mehreren Dutzend Gigabytes pro Flugstunde sind keine Seltenheit). Die neue Technologie ist zudem mit hohen Investitionen verbunden. Außerdem müssen die Verarbeitungsprozesse umgestellt werden und die Mitarbeiter mit der neuen Technologie vertraut gemacht werden. Analoge Kammern werden heute (2007) nicht mehr produziert.

## Hersteller
Die bekanntesten Hersteller von Messbildkameras sind die Firmen Leica Geosystems (früher Wild und Kern, zusammen mit der mittlerweile auch zum Mutterkonzern Hexagon AB gehörenden Kamerasparte von Intergraph, früher Z/I Imaging), Jena-Optronik GmbH (früher Kombinat Carl Zeiss Jena), Carl Zeiss, Vexcel-Imaging GmbH (früher Microsoft Vexcel Imaging) und Kodak. Ein weiterer Hersteller mit hochpräzisen Kameras in diesem Segment ist ALPA (ALPA Capaul & Weber AG) aus der Schweiz.